# Eligijus Masiulis
Eligijus Masiulis (ur. 15 października 1974 w Kłajpedzie) – litewski polityk, poseł na Sejm, przewodniczący Ruchu Liberalnego, od 2008 do 2012 minister komunikacji.

## Życiorys
W 1999 ukończył studia w zakresie politologii na Uniwersytecie Kłajpedzkim. W 1994 był prezesem związku studentów Uniwersytetu Kłajpedzkiego. W latach 1997–1998 zasiadał w radzie miejskiej Kłajpedy (mandat radnego uzyskiwał też w 2000 i 2002), był przewodniczącym Komisji Oświaty, Kultury i Sportu. Od 1998 do 2000 pełnił funkcję doradcy mera Kłajpedy Eugenijusa Gentvilasa.
W latach 2000–2004 sprawował mandat posła na Sejm z ramienia Litewskiego Związku Liberałów. Od 2001 pełnił funkcję przewodniczącego Komisji Młodzieży i Sportu. Od początku kadencji do 2002 był kolejno wiceprzewodniczącym i pierwszym wiceprzewodniczącym, a w latach 2002–2003 przewodniczącym frakcji liberalnej. Od 2003 do końca kadencji był liderem frakcji Liberałów i Centrum.
W 2004 został po raz drugi wybrany do parlamentu, tym razem z listy Związku Liberałów i Centrum. W parlamentarnej frakcji tego ugrupowania zasiadał do października 2005. Od 2005 do 2006 był wiceliderem i następnie liderem frakcji liberalnej. W kwietniu 2006 został przewodniczącym, a następnie zastępcą przewodniczącego frakcji Ruchu Liberalnego.
Od 1996 należał do Litewskiego Związku Liberałów: w latach 1996–1998 jako przewodniczący organizacji młodzieżowej w Kłajpedzie, od 1998 przewodniczący oddziału partii w Kłajpedzie, a od 2001 członek zarządu. Po przystąpieniu partii w 2003 do Związku Liberałów i Centrum został wybrany do zarządu tego ugrupowania. W 2006 rozpoczął działalność w Ruchu Liberalnym Republiki Litewskiej. Objął stanowisko wiceprzewodniczącego, zaś w 2008 został wybrany przewodniczącym. W wyborach parlamentarnych w tym samym roku z ramienia liberałów ponownie uzyskał mandat deputowanego, wygrywając w okręgu jednomandatowym. W koalicyjnym rządzie Andriusa Kubiliusa objął tekę ministra komunikacji. W kolejnych latach wybierany ponownie na przewodniczącego LRLS.
W 2012 po raz kolejny został wybrany do Sejmu. W grudniu tego samego roku zakończył urzędowanie na stanowisku rządowym, a jego partia przeszła do opozycji. W maju 2016 zrezygnował z przywództwa w swoim ugrupowaniu i z mandatu poselskiego. Wiązało się to z wszczęciem przez funkcjonariuszy Służby ds. Badań Specjalnych (STT) postępowania, w którym zarzucono mu przyjęcie łapówki w wysokości 100 tys. euro.